# John Horton Conway
Pour les articles homonymes, voir Conway.
John Horton Conway, né le 26 décembre 1937 à Liverpool et mort le 11 avril 2020 à New Brunswick (New Jersey), est un mathématicien britannique. Il s'est intéressé aux théories des groupes finis, des nœuds, des nombres, des jeux et du codage.

## Biographie
Né en 1937 en Angleterre, John Horton Conway s'intéresse très tôt aux mathématiques et décide de devenir mathématicien dès l'âge de 11 ans. Il étudie les mathématiques à Cambridge, au Gonville and Caius College, et obtient son Bachelor of Arts en 1959. Ses premières recherches, sous la direction de Harold Davenport, concernent la théorie des nombres. Il s'intéresse aux ordinaux infinis. Joueur passionné de backgammon, c'est pendant ses années universitaires qu'il développe son intérêt pour la théorie des jeux.
Il obtient son doctorat en 1964, puis un poste à l'université de Cambridge.
Il reçoit plusieurs prix pour ses travaux : prix Berwick (1971), premier lauréat du prix Pólya décerné par la London Mathematical Society (1987), prix Nemmers en mathématiques (1998) et prix Leroy P. Steele pour ses livres décerné par American Mathematical Society (2000). Son nombre d'Erdős est 1.
En 1981, il devient membre de la Royal Society.
Conway quitte Cambridge en 1986 pour prendre en charge la chaire John von Neumann de mathématiques à l'université de Princeton. Il vit depuis à Princeton dans le New Jersey, aux États-Unis.
En 2014, il accorde une série d'entretiens filmés au réalisateur Brady Haran (en) pour la chaîne YouTube Numberphile dédiée aux mathématiques. Il y évoque entre autres le jeu de la vie et sa carrière passée.
Conway s'est marié trois fois. Avec ses deux premières femmes il a eu deux fils et quatre filles. Il a épousé Diana en 2001 et a eu un autre fils avec elle.
Le 11 avril 2020, il meurt du Covid-19 à New Brunswick.

## Réalisations

### Théorie des jeux combinatoires

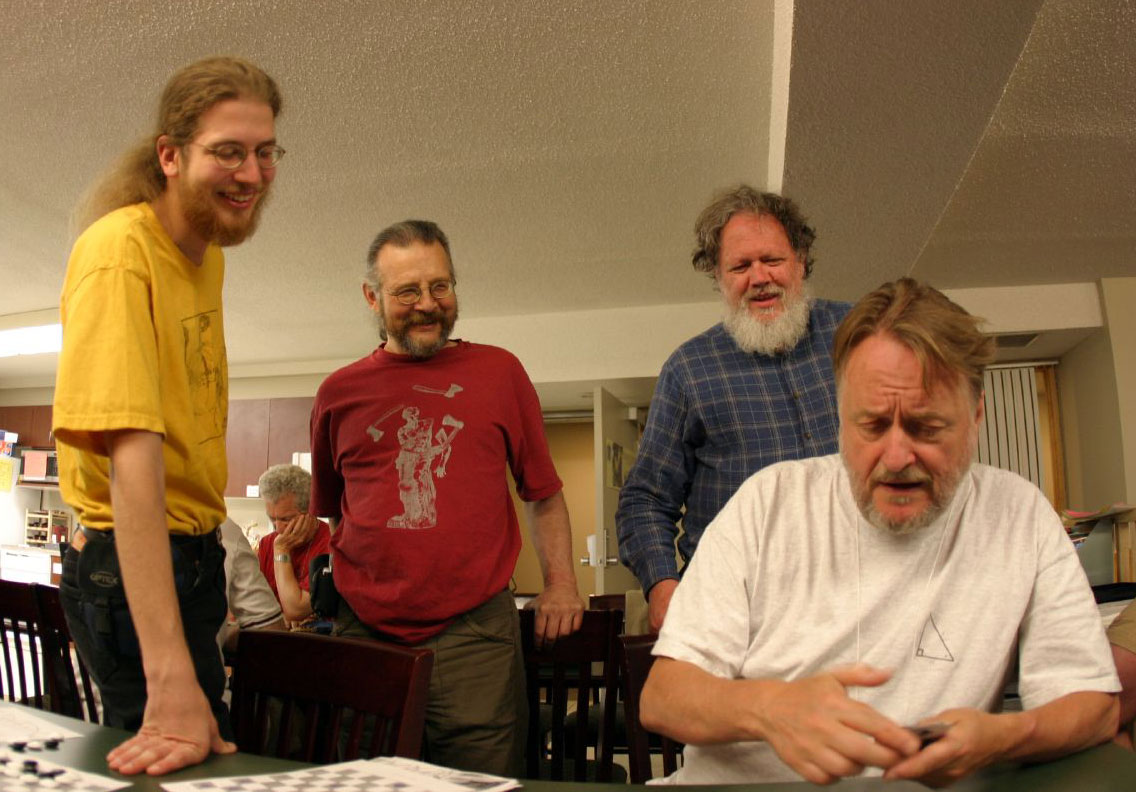
Erik Demaine (à gauche) avec (au centre) et Bill Spight (à l'arrière-plan) regardent John Conway (au premier plan) faire un tour de cartes à un atelier sur la théorie des jeux combinatoires à la, en juin 2005.

Parmi les mathématiciens amateurs, John Horton Conway est principalement connu pour sa théorie des jeux combinatoires et pour avoir inventé le jeu de la vie, un automate cellulaire. Il a écrit en 1976 le premier livre traitant du sujet, On Numbers and Games, puis coécrit en 1982 avec Elwyn Berlekamp et Richard Guy le livre Winning Ways for your Mathematical Plays.
Il est également l'un des inventeurs du jeu Sprouts ainsi que du Phutball (le « football du philosophe »). Il a développé des analyses détaillées de nombreux autres jeux et casse-tête, comme le Cube Soma, le solitaire, et les Soldats de Conway (en). Il est aussi à l'origine du problème de l'ange finalement résolu en 2006 ainsi que de la suite de Conway.
Il a conçu un nouveau système de nombres, les nombres surréels, qui sont étroitement liés à certains jeux et ont fait l'objet d'un livre de vulgarisation mathématique par Donald Knuth. Il a également inventé une nomenclature des très grands nombres et la notation des flèches chaînées qui portent son nom.

### Géométrie
Au milieu des années 1960, avec Michael Guy (en), fils de Richard Guy, John Horton Conway a établi qu'il y a soixante-quatre formes de polychores uniformes convexes excluant deux ensembles infinis de formes prismatiques. Ils ont découvert le grand antiprisme, le seul polychore régulier non wythoffien. Conway a également proposé un système de notation consacré à la description des polyèdres appelée notation de Conway des polyèdres.
Il étudie les réseaux, et détermine le groupe de symétrie du réseau de Leech.

### Théorie des groupes
John Horton Conway est l'auteur principal de l'ATLAS des groupes finis donnant des propriétés de beaucoup de groupes finis simples. Travaillant avec ses collègues Robert Curtis et Simon P. Norton, il a construit les premières représentations concrètes de certains des groupes sporadiques. Plus précisément, il a découvert trois groupes sporadiques fondés sur la symétrie du réseau de Leech, qui ont été appelés « groupes de Conway ». Ce travail a fait de lui un acteur clé dans le succès de la classification des groupes simples finis, un théorème indiquant que chaque groupe simple fini appartient soit à une des quatre classes régulières connues depuis le 19e siècle, soit est un des 26 groupes sporadiques. Sur la base d'une observation faite en 1978 par le mathématicien John McKay, Conway et Norton ont formulé le corpus de conjectures connu sous le nom « monstrous moonshine ». Baptisé ainsi par Conway, ce corpus relie le groupe Monstre aux fonctions modulaires elliptiques, mettant ainsi en relation deux domaines jusqu'ici distincts des mathématiques, les groupes finis et l'analyse complexe. Cette théorie s'est également avérée avoir des liens profonds avec la théorie des cordes.

### Théorie des nombres
Lorsque John Horton Conway était étudiant, il a résolu le problème de Waring pour les sommes de puissances cinquièmes, montrant que g(5) = 37, un an avant la publication de Chen Jingrun.

### Algèbre
Il a également travaillé sur les quaternions.

### Topologie
Le nom de Conway est attaché à la Théorie des nœuds depuis 1969 par le Polynôme d'Alexander, une notation et un nœud particulier à 11 croisements.

### Physique théorique
En 2006, John Horton Conway et Simon B. Kochen, un autre mathématicien de Princeton, démontrent le théorème du libre arbitre, une version surprenante du principe d’absence de variables cachées en mécanique quantique. Il indique que sous certaines conditions, si un expérimentateur peut décider librement quelle grandeur physique il veut mesurer, alors les particules élémentaires doivent être libres de choisir leur spin, de sorte que celui-ci soit en accord avec les lois physiques (ou, autrement dit, il ne peut exister dans ce cas des variables cachées même non locales, qui déterminent la valeur physique). Selon les mots de Conway, « si l'expérimentateur possède un libre arbitre, les particules élémentaires aussi ».
En 2008, les mêmes auteurs publient un article intitulé The Strong Free Will Theorem qui, d'après ses auteurs, "renforce" le précédent en modifiant certains axiomes.

### Vulgarisation
Son intérêt et sa curiosité pour les mathématiques le poussent aussi dans des registres plus ludiques concernant les énigmes et la vulgarisation en direction des jeunes. Il consacre ainsi durant plusieurs années, deux semaines de son été à animer des camps mathématiques destinés à des jeunes de 15 à 18 ans et de 11 à 14 ans comme le Canada/USA Mathcampath et le mathPath (en). Pour lui, les jeux et les énigmes mathématiques sont un moyen d'enseigner les concepts mathématiques. A Princeton, il suscite la curiosité de ses étudiants par des jeux et énigmes à base de dés, de cordes et de cartes et  son bureau est rempli de modèles mathématiques en bois ou papier illustrant des concepts mathématiques.

## Publications
John Horton Conway est l'auteur ou le coauteur de nombreux livres, dont les plus connus sont peut-être
- ATLAS of Finite Groups,
- On Numbers and Games et
- Winning Ways for your Mathematical Plays.

## Distinctions

### Prix et récompenses scientifiques
- 1971 : Prix Berwick décerné par la London Mathematical Society[11]
- 1987 : Prix Pólya décerné par la London Mathematical Society[11]
- 1998 : Prix Nemmers en mathématiques de l'Université Northwestern[12]
- 2000 : Prix Leroy P. Steele pour la vulgarisation mathématique, décerné par l'American Mathematical Society[13]

### Sociétés savantes
- 1981 : Fellow de la Royal Society[14]
- 2015 : Elu membre d'honneur de la London Mathematical Society[15]
- 2017 : Elu membre d'honneur de la British Mathematical Association (en)[16]

### Doctorat honoris causa
Il a obtenu plusieurs doctorats honoris causa :
- Université de Liverpool ( Royaume-Uni, 2001)[17]
- Université Alexandru Ioan Cuza de Iași ( Roumanie, 2014)[18]